# 27527 Kirkkoehler
27527 Kirkkoehler è un asteroide della fascia principale. Scoperto nel 2000, presenta un'orbita caratterizzata da un semiasse maggiore pari a 2,8567459 UA e da un'eccentricità di 0,0189303, inclinata di 3,04131° rispetto all'eclittica.